# روندا آگ
روندا آگ (انگلیسی: Ronda) شرکت ساعت‌سازی سوئیسی است، که در سال ۱۹۶۴ توسط ویلیام ماست تأسیس شد.